# Almita texana
Almita texana là một loài bướm đêm trong họ Crambidae.